# Richard de Clare, V conde de Hertford
Richard de Clare, V conde de Hertford, VI conde de Gloucester, II señor de Glamorgan, VIII señor de Clare (4 de agosto de 1222 - 14 de julio de 1262) fue hijo de Gilbert de Clare, IV conde de Hertford e Isabel Marshal. Él fue también el Señor de las Marcas en Gales. Jugó un papel importante en la crisis de 1258-1263.

## Primeros años
Al morir su padre (1180 - 25 de octubre de 1230), se convirtió en conde de Gloucester. La custodia de Richard fue confiada en primer lugar a Hubert de Burgh. A la caída de este, la tutela pasó a Peter des Roches (c. October 1232); y finalmente a Gilbert, conde de Marshall en 1235.

## Matrimonios y descendencia
La primera esposa de Richard fue Margaret de Burgh o Megotta, como también se la llamaba, terminando el matrimonio tras la anulación, o el fallecimiento de ella, en noviembre de 1237. Ambos tenían trece o catorce años. Este matrimonio con la hija de Hubert de Burgh causó ciertos problemas a Richard, ya que la contrayente era un menor bajo la custodia del rey Enrique III, que no había dado su aprobación. Hubert, sin embargo, protestó diciendo que no era una competencia del rey y prometió pagarle cierto dinero, pero no pasó a más. Después de que se concluyera el matrimonio ya fuera por anulación o viudez, el conde de Lincoln ofreció 5.000 marcos al rey para asegurar el compromiso de Gloucester con su hija. Después de que el rey aceptara, Richard contrajo un segundo matrimonio, 2 de febrero de 1238, con Maud de Lacy, hija de John de Lacy, II conde de Lincoln y Margaret de Quincy
Richard no tuvo hijos de su primer matrimonio. Con su segunda esposa, Maud de Lacy tuvo:
- Isabel de Clare (c. 1240-1270); casada con Guillermo VII de Montferrato. Tuvo una única hija, Margarita de Montferrato
- Gilbert de Clare, sucesor de su padre (2 de septiembre de 1243 - 7 de diciembre de 1295)
- Thomas de Clare (c. 1245-1287); señor de Thomond en 1277; casado con Juliana FitzGerald
- Bogo de Clare (c. 1248-1294)
- Margaret de Clare (c. 1250-1312); casada con Edmundo de Cornualles
- Rohese de Clare (c. 1252); m. Roger de Mowbray, I Barón Mowbray
- Eglentina de Clare (m. 1257); muerta en la infancia.

## Carrera militar
En 1246, participó en la carta de los Barones al Papa contra las exacciones de la Curia en Inglaterra. Estaba entre los que se opusieron a los medio-hermanos del rey, quienes fueron muy impopulares en su visita a Inglaterra en 1247, pero después se reconcilió con ellos.
En agostó de 1252/3, el rey cruzó Gascuña con su ejército, y para su gran indignación, Gilbert prefirió regresar a Irlanda antes que acompañar a su rey. En agosto de 1255, el rey le envió a Edimburgo con John Maunsel para saber la veracidad de reportes según los cuales su yerno, Alejandro III, rey de Escocia, estaba siendo coaccionado por Robert de Roos y John Balliol. Pretendieron llevar a los reyes Alejandro y Margarita. El conde y su compañero, actuando como dos caballeros de Roos, consiguieron entrar en el castillo de Edimbrgo e introdujeron lentamente a sus acompañantes hasta tener fuerza suficiente dentro como para defenderse. Cuando pudieron tener trato con la reina, ella se quejó de que mantenían a los monarcas apartados. Ellos amenazaron a Roos con un terrible castigo, así que este prometió ir con el rey.
Mientras tanto, los nobles escoceses, indignados porque el castillo de Edimburgo estaba en manos inglesas, propusieron sitiarlo, pero desecharon la idea al llegar a la conclusión de que estarían sitiando a los reyes. Aparentemente, Alejandro III viajó con el conde, y ambos en se reunieron en Newminarwe, Northumberland, con Enrique III el 24 de septiembre. En julio de 1258 enfermó, supuestamente envenenado junto a su hermano William por su mayordomo, Walter de Scotenay. Gilbert se recuperó, pero su hermano pereció.

## Muerte y legado
Richard murió en la Mansión de Asbenfield de John de Criol en Waltham, cerca de Canterbury, el 14 de julio de 1262 a la edad de treinta y nueve años; se rumorea que envenenado en la mesa de Pedro de Saboya. Al siguiente lunes su cuerpo estaba en Canterbury, donde le cantaron un réquiem; el cuerpo fue llevado a la iglesia de Tonbridge, donde se le dio sepultura temporal en el coro. De ahí fue trasladado a la Abadía de Tewkesbury donde recibió sepultura definitiva el  28 de julio de 1262, con gran solemnidad en presencia de dos obispos y ocho abades, a la derecha de su padre en el presbiterio. Su escudo consistía en tres chrevrones sobre un campo dorado.
Richard dejó numerosas propiedades repartidas en diversos condados. Detalles de estas propiedades fueron registrados en una serie de inquisiciones post mortem.
Su viuda Maud, quien por derecho de viudedad poseería la Mansión de Clare y la Mansión y el castillo de Usk entre otros, erigió una espléndida tumba en la abadía de Tewkesbury para su marido. Antes de morir también concertó los matrimonios de sus hijos, falleciendo antes del 10 de marzo de 1288/9.